# Jean-Philippe Vandenbrande
Jean-Philippe Vandenbrande (né le 4 décembre 1955 à Dworp) est un coureur cycliste professionnel belge.

## Palmarès

### Palmarès amateur
- 1972
  - 2e du championnat de Belgique sur route débutants

- 1973
  -  Champion de Belgique de cyclo-cross débutants

- 1974
  - Champion du Brabant de cyclo-cross juniors
  -  Médaillé d'argent du championnat du monde militaires de cyclo-cross

- 1976
  - Bruxelles-Dampremy
  - Omloop Zuid Brabant
  - 2e de Courtrai-Gammerages

- 1977
  - 2e de l'Internatie Reningelst
  - 2e de Romsée-Stavelot-Romsée
  - 3e du Grand Prix Vic. Bodson

### Palmarès professionnel
- 1978
  - 15e étape du Tour d'Espagne
  - 3e de la Flèche halloise

- 1979
  - Flèche halloise

- 1980
  - 2e du Championnat de Zurich
  - 3e du Grand Prix de Plumelec-Morbihan
  - 3e de Paris-Bruxelles
  - 5e du Grand Prix de Francfort
  - 10e de l'Amstel Gold Race

- 1981
  - 5e étape du Tour d'Allemagne
  - 6e du Grand Prix de Francfort

- 1983
  - 3e du Grand Prix d'Isbergues
  - 10e de Paris-Bruxelles

- 1984
  - 7e étape du Tour de Colombie[1]
  - 4e du Tour des Flandres
  - 9e de Paris-Bruxelles

- 1985
  - 2e de Paris-Bruxelles
  - 8e du Championnat de Zurich
  - 10e de Gand-Wevelgem

- 1986
  - 3e du Tour des Flandres
  - 5e du Championnat de Zurich
  - 6e du Grand Prix de Francfort
  - 7e de Liège-Bastogne-Liège
  - 10e de Milan-San Remo

- 1987
  - 4e de Paris-Roubaix
  - 4e du Championnat de Zurich

- 1988
  - 2e de la Flèche brabançonne
  - 3e du Tour de Berne
  - 3e du championnat de Belgique sur route
  - 5e du Grand Prix du Midi libre
  - 5e du Grand Prix de Francfort

- 1989
  - Grand Prix de la Libération (contre-la-montre par équipes)

- 1990
  - 5e étape du Tour de Cantabrie

## Résultats sur les grands tours

### Tour de France
7 participations
- 1982 : 54e
- 1984 : 42e
- 1985 : 40e
- 1986 : 58e
- 1987 : 76e
- 1988 : 37e
- 1989 : 77e

### Tour d'Italie
2 participations
- 1981 : 46e
- 1989 : 51e

### Tour d'Espagne
2 participations
- 1978 : 28e, vainqueur de la 15e étape
- 1982 : 34e